# Happy Feet (trilha sonora)
Happy Feet é o álbum da trilha sonora do filme Happy Feet. Em março de 2007, a OST vendeu mais de 272.627 cópias nos Estados Unidos.
O CD com a trilha-sonora contém:
1. Song of the Heart - Prince
2. Hit Me Up – Gia Farrell
3. Tell Me Something Good - Pink
4. Somebody to Love (do Queen) - Brittany Murphy
5. I Wish (de Stevie Wonder) - Fantasia Barrino / Patti LaBelle / Yolanda Adams
6. Jump N' Move - Brand New Heavies
7. Do It Again - The Beach Boys
8. The Joker / Everything I Own - Jason Mraz / Chrissie Hynde
9. My Way (de Frank Sinatra) - Robbie Williams
10. Kiss (de Prince) / Heartbreak Hotel (de Elvis) - Nicole Kidman / Hugh Jackman
11. Boogie Wonderland - Brittany Murphy
12. Golden Slumbers / The End (de The Beatles) - k.d. lang
13. The Story of Mumble Happy Feet – John Powell